# 3692 Rickman
A 3692 Rickman (ideiglenes jelöléssel 1982 HF1) a Naprendszer kisbolygóövében található aszteroida. Edward L. G. Bowell fedezte fel 1982. április 25-én.